# Carlos Gutiérrez Armas
Carlos Alberto Gutiérrez Armas (Guadalajara, Jalisco, México, 3 de febrero de 1990) es un futbolista mexicano que juega como mediocampista y Lateral izquierdo, su equipo actual es el Chapulineros de Oaxaca de la Liga de Balompié Mexicano.

## Carrera
El 24 de julio de 2011 Gutiérrez debutó en el fútbol croata entrando de cambio 16 minutos ante el NK Osijek. Justo una semana después Gutiérrez jugó su primer partido como titular ante el NK Lučko.
En el DRAFT 2013 del fútbol mexicano es comprado por el América de manera definitiva siendo la primera compra del Club América.

## Clubes
| Club                            | País    | Año         |
| ------------------------------- | ------- | ----------- |
| Atlas                           | México  | 2009 - 2011 |
| HNK Rijeka                      | Croacia | 2011        |
| Atlas                           | México  | 2012 - 2013 |
| América                         | México  | 2013 - 2014 |
| Mineros de Zacatecas (Préstamo) | México  | 2014 - 2015 |
| Puebla                          | México  | 2015 - 2017 |
| Alebrijes de Oaxaca             | México  | 2018        |
| Tiburones Rojos de Veracruz     | México  | 2019        |
| Chapulineros de Oaxaca          | México  | 2020 - Act. |